# Hemichromis letourneuxi
Hemichromis letourneuxi är en fiskart som beskrevs av Sauvage, 1880. Hemichromis letourneuxi ingår i släktet Hemichromis och familjen Cichlidae. IUCN kategoriserar arten globalt som livskraftig. Inga underarter finns listade i Catalogue of Life.